# Andrus Veerpalu
Andrus Veerpalu, né le 8 février 1971 à Pärnu, est un skieur de fond estonien actif entre 1992 et 2011. Considéré comme un héros en Estonie où il est élu meilleur sportif de l'Estonie en 1999, 2001, 2002, 2005 et 2009, il a notamment remporté trois médailles olympiques dont deux titres sur le 15 km classique ainsi que trois médailles aux Championnats du monde dont deux titres sur le 15 km classique et le 30 km classique. Il déclare lors des Mondiaux de 2011 avoir attrapé un virus qui le contraint à mettre un terme à sa carrière à l'âge de 40 ans, toutefois en avril 2011 la fédération estonienne annonce que Veerpalu a été contrôlé positif par l'Agence mondiale antidopage à l'hormone de croissance. La fédération internationale de ski le suspend pour trois ans, sanction prolongée d'un an pour de ne pas avoir respecté le code de l'agence mondiale antidopage, en participant à des tests de skis pour l'équipe d'Estonie lors d'une étape de Coupe du monde. En 2013, sa suspension a été levée par la Tribunal arbitral du sport.

## Palmarès

### Jeux olympiques
| Épreuve / Édition                   | Épreuve / Édition                   | Albertville 1992 | Lillehammer 1994 | Nagano 1998 | Salt Lake City 2002 | Turin 2006 | Vancouver 2010 |
| 10 km classique                     | 10 km classique                     | 21e              | 36e              | 8e          |                     |            |                |
| 15 km classique                     | 15 km classique                     |                  |                  |             | Or                  | Or         |                |
| 30 km classique                     | 30 km classique                     | 44e              |                  | 19e         |                     |            |                |
| 50 km classique                     | 50 km classique                     |                  | 26e              |             | Argent              |            | 6e             |
| Poursuite                           | 25 km                               | 42e              | 55e              |             |                     |            |                |
| Poursuite                           | 15 km classique + 15 km libre       |                  |                  |             |                     |            |                |
| Relais 4 × 10 km libre et classique | Relais 4 × 10 km libre et classique | 10e              |                  | 10e         | 9e                  | 8e         |                |

### Championnats du monde
En 2009, à la suite de sa victoire dans le 15 km classique Veerpalu est devenu le plus vieux champion du monde de ski de fond de l'histoire.
| Épreuve / Édition                   | Épreuve / Édition                   | Falun 1993 | Thunder Bay 1995 | Trondheim 1997 | Ramsau 1999 | Lahti 2001 | Val di Fiemme 2003 | Oberstdorf 2005 | Liberec 2009 |
| Sprint                              |                                     |            |                  |                |             |            |                    |                 |              |
| Sprint par équipes                  | Sprint par équipes                  |            |                  |                |             |            |                    |                 | 8e           |
| 10 km classique                     | 10 km classique                     | 49e        | 72e              | 32e            | 14e         |            |                    |                 |              |
| 15 km classique                     | 15 km classique                     |            |                  |                |             | 5e         | 8e                 |                 | Or           |
| 30 km                               | Classique                           | 31e        | 30e              |                |             | Or         | 4e                 |                 |              |
| 30 km                               | Classique départ en ligne           |            |                  |                |             |            | 4e                 |                 |              |
| 50 km classique                     | 50 km classique                     |            |                  | 39e            | Argent      |            |                    | 4e              |              |
| Poursuite                           | 25 km                               | 57e        |                  |                |             |            | Abandon            | 19e             |              |
| Poursuite                           | 2 × 10 km                           |            |                  |                |             |            | Abandon            |                 |              |
| Poursuite                           | 2 × 15 km                           |            |                  |                |             |            |                    | 19e             |              |
| Poursuite                           | 15 km classique + 15 km libre       |            |                  |                |             |            |                    |                 | 19e          |
| Relais 4 × 10 km libre et classique | Relais 4 × 10 km libre et classique |            |                  |                |             |            | 8e                 | 9e              | 8e           |

### Coupe du monde
- Meilleur classement final : 7e en 2003 et 2004.
  - Meilleur classement en distance : 6e en 2004.
- 11 podiums en épreuve individuelle : 6 victoires, 2 deuxièmes places et 3 troisièmes places.

 Dernière mise à jour le 14 mars 2010 

## Distinctions
- Ordre de la Croix rouge de 1re classe, 2002
- Médaille Holmenkollen, 2005
- Sportif estonien de l'année en 1999, 2001, 2002, 2005 et 2009.
- Ordre de l'Étoile blanche d'Estonie de 1re classe, 2006